# Francis Tuan
Francis Tuan – polski zespół muzyczny założony w 2015 roku we Wrocławiu, wykonujący muzykę indie rock i indie pop, łącząc elementy muzyki lat 70. z elektroniką.

## Historia
Francis Tuan to pseudonim artystyczny założyciela zespołu, którego pełne imię i nazwisko brzmi Fryderyk Tuan Nguyễn. Francis, czyli Franciszek, to imię przyjęte przez Fryderyka podczas bierzmowania. Początkowo Francis Tuan był solowym projektem Fryderyka, prowadzonym równolegle z działalnością zespołu Katedra. Następnie Fryderyk zaprosił do współpracy Magdę Hrebecką, wokalistkę grającą na mandolinie. Jako kolejni do Fryderyka dołączyli perkusista Katedry Paweł Drygas oraz basista i producent Kuba Korzeniowski. W tym składzie zespół nagrał swoją pierwszą EP-kę "Poems", zawierającą kompozycje do wierszy anglojęzycznych poetów: E.E. Cummings'a, Williama Blake'a i Roberta Frost'a, w tym przebój "I Thank You God for Most This Amazing".
W 2018 roku zespół opuściła Magda Hrebecka, która zdecydowała się wyjechać za granicę, a następnie Kuba Korzeniowski, którego zastąpiła liderka i wokalistka zespołu Chwilantropia, Ajda Wyglądacz. Jako trio zespół nagrał swój pierwszy album długogrający "Let's Pretend", który ukazał się nakładem Agencji Pro-dAction. W 2020 roku do zespołu dołączyła Gabrysia Cybuch, grająca na instrumentach klawiszowych i flecie.    
2 czerwca 2020 roku zespół zagrał koncert transmitowany na antenie Trójki.
W 2021 roku zespół znalazł się na trzecim miejscu w plebiscycie pisma Teraz Rock w kategorii "Nadzieja roku".

## Dyskografia

### Albumy studyjne
- Let's Pretend (premiera 20.02.2020[4])

### Minialbumy
- EP - Poems (premiera 23.01.2017)

### Single
- I Thank You God for Most This Amazing
- Borders
- First Mover